# إليزابيث بلودجيت لورد
إليزابيث بلودجيت لورد (1887–1974)، كانت شريكة مؤسسة لشركة لورد أند شريفر، وهي أول شركة تمتلكها وتشغلها امرأة في مجال هندسة المناظر الطبيعية بشمال غرب المحيط الهادئ من 1929 إلى 1969.

## السنوات المبكرة
ولدت إليزابيث لورد في 12 نوفمبر 1887 في سايلم بولاية أوريغون لعائلة مرموقة في شمال غرب المحيط الهادئ. وعندما كانت في الثامنة من عمرها، تم انتخاب والدها ويليام باين لورد الحاكم التاسع لولاية أوريغون. كانت والدة لورد جولييت مونتاج لورد، ناشطة اجتماعية وبستانية شرهة، سافرت كثيرًا برفقة ابنتها غالبًا. وفي عام 1899 تم تعيين والدها وزيرًا للولايات المتحدة للأرجنتين وانتقلت العائلة إلى بوينس آيرس لمدة عامين. وهناك درست لورد في مدرسة اللغات للبنات، وأجادت اللغة الإسبانية. عادت إلى أوريغون عام 1904، ودرست في سانت هيلين هول في بورتلاند، وتخرجت عام 1904.
توفي وليام ب. لورد في عام 1911، تاركًا ثروة ضخمة لزوجته وأطفاله. أمضت إليزابيث الخمسة عشر عامًا التالية رفقة والدتها، وسافرت كثيرًا وساعدت والدتها في إنشاء جمعية سايلم للزهور، وهو أول نادٍ للحديقة في ولاية أوريغون. تقول لورد «كان لدي حب كبير تجاه الحدائق وموضوع التحسين المدني الذي ورثته عنها».
عندما توفيت السيدة لورد في عام 1924، شجعها شقيقها على ممارسة مهنة هندسة المناظر الطبيعية. وفي خريف عام 1926، التحقت لورد البالغة من العمر 38 عامًا بمدرسة لوثورب لهندسة المناظر الطبيعية للنساء الواقعة في جروتون بماساتشوستس. كانت الدورات الدراسية مكثفة واستمرت على مدار ثلاث سنوات. واشتملت على صياغة معمارية ورسم يدوي ورسم منظور والبناء والمسح وهندسة المواقع وتاريخ العمارة وهندسة المناظر الطبيعية والتربة والمواد النباتية والغابات الأولية وعلم النبات وعلم الحشرات.
وفي صيف عام 1927، انضمت لورد إلى دورة السفر الأوروبية في لوثورب، والتي شاركت في رعايتها مدرسة كامبردج للهندسة المعمارية المنزلية والمناظر الطبيعية للسيدات بجامعة هارفارد. وقد اقتصرت الجولة التي استمرت ثلاثة أشهر على عشرين امرأة لديهن اهتمام بتصميم المناظر الطبيعية. وقُدم للمشاركين المعالم التاريخية العظيمة في أوروبا بما في ذلك المنازل الريفية والفيلات والحدائق الملحقة بها. وقامت لورد بزيارة وتصوير الحدائق في إنجلترا وفرنسا وإيطاليا. وخلال هذه الرحلة، التقت إيديث شريفر، خريجة لوثورب، والتي تصغرها بـ 14 عامًا. وفي نهاية الجولة، مكثت لورد وشريفر شهرًا إضافيًا في أوروبا، سافرا عبر ألمانيا وإسبانيا. وبعد الجولة، عادت لورد إلى لوثورب لإكمال دوراتها الدراسية، بينما عادت شريفر إلى شركة هندسة المناظر الطبيعية التابعة لشركة إلين بيدل شيبمان في مدينة نيويورك حيث عملت كمصممة.
خلال العام التالي، ظلت لورد وشريفر على اتصال وناقشا خططًا لإنشاء شركة هندسة للمناظر الطبيعية خاصة بهما في سايلم بأوريغون، مسقط رأس لورد. تذكر لورد: «قابلت إيديث وأرادت أن تأتي غربًا وأن تنسى زحام مدينة نيويورك». سافرا غربًا في ديسمبر 1928، واستقرا في منزل عائلة لورد في سايلم حيث أسسوا أول شركة لمهندسات المناظر الطبيعية النسائية في شمال غرب المحيط الهادئ.

## العمل المهني
من عام 1929 إلى عام 1969، صممت شركة لورد أكثر من 200 حديقة بما في ذلك المساحات السكنية والمدنية والعامة. ركزت لورد على اختيار المصنع وتكوينه، بينما كانت خبرة شريفر في الهندسة والبناء.
ألقت لورد محاضرات في نوادي الحدائق المحلية، وكتبت مقالات لمنشورات محلية وإقليمية، وشاركت كذلك في برنامج إذاعي كان مقره كورفاليس بعنوان «ساعة حديقة المنزل».
في سنواتها التالية، انتقل اهتمام لورد إلى الأشغال العامة. حيث عملت في مجلس حدائق سايلم ولجنة تخطيط الكابيتول ولجنة الأشجار التابعة لها لأكثر من عقدٍ من الزمان، وهي مسؤولة عن أعمال التصميم في العديد من حدائق سالم وفي المناظر الطبيعية للمدارس والمباني العامة. وشغلت لورد مناصب قيادية في نادي حديقة سايلم، ونادي حديقة بورتلاند، ونادي حديقة أمريكا، وجمعية سايلم للفنون.
تقاعدت لورد من الممارسة المهنية وأغلقت المكتب في عام 1969. وتوفيت في سالم عام 1974 في المنزل الذي كانت تعيش فيه مع شريفر لأكثر من 40 عامًا. وبعد وفاة شريفر عام 1984، تم أرشفة الأوراق المهنية للشركة بجامعة أوريغون، موطن المدرسة الحكومية الوحيدة لهندسة المناظر الطبيعية.